# Miroslav Bázlik
Miroslav Bázlik, auch Miro Bázlik (* 12. April 1931 in Nemecká Ľupča; † 29. August 2024 in Bratislava) war ein slowakischer Komponist, Pianist, Pädagoge und Mathematiker.

## Leben
Nachdem er 1946–1951 die Klavierklasse von Anna Kafendová am Konservatorium Bratislava besucht hatte, setzte Miroslav Bázlik seine Ausbildung 1951–1956 in Prag fort, wo er an der Fakultät für Mathematik und Physik der Prager Karls-Universität studierte. Parallel dazu erhielt er private Kompositionsstunden bei Jiří Eliáš und Klavierunterricht bei František Rauch und Ivan Moravec. In Bratislava studierte er 1956–1961 Komposition an der Akademie der Darstellenden Künste, der nunmehrigen Hochschule für Musische Künste Bratislava (Vysoká škola múzických umení v Bratislave – VŠMU) bei Ján Cikker. Zu dieser Zeit arbeitete er bereits als Mathematiklehrer an der Slowakischen Technischen Universität in Bratislava. Ab 1963 wirkte er vor allem als freischaffender Künstler. 1970–1972 war er externer Lektor an der VŠMU. 1990–1993 arbeitete er als Lehrer an der Fakultät für Mathematik und Physik an der Comenius-Universität Bratislava und an der Abteilung für Komposition und Musiktheorie an der VŠMU. Neben seinen Vokal- und Instrumentalwerken der verschiedensten Gattungen war Bázlik bereits seit Beginn der 1970er-Jahre einer der wichtigsten Vertreter der elektroakustischen Musik in der Slowakei. Anlässlich des 90. Geburtstages erschien 2021 die von Vladimír Godár herausgegebene Monographie Miro Bázlik: Spektrá života.

## Preise und Auszeichnungen (Auswahl)
- 1974: Königin Marie José-Preis des Kompositionswettbewerbs Genf für Canticum 43
- 1977: Prix de musique folklorique de Radio Bratislava für Pastierska balada
- 1977: Ján-Levoslav-Bella-Preis für Dvanásť
- 1983: Prix de musique folklorique de Radio Bratislava für Bačovská elégia
- 2006: Großer Preis der Slowakischen Urheberrechtsgesellschaft SOZA für das Jahr 2005[4]
- 2012: Ján Levoslav Bella-Preis für das kompositorische Lebenswerk

## Werke (Auswahl)

### Bühnenwerke
- Peter und Lucia. Oper in sieben Bildern nach Romain Rolland, Text von Miroslav Horňák (1963–1966)
- Búrka (Sturm). Elektroakustisches Ballett (1977)

### Gesang und Orchester
- Kantáta v starom slohu (Kantate im alten Stil) für Mezzosopran, Madrigalchor und Kammerorchester (1967)
- Dvanásť (Zwölf). Oratorium nach einem Text von Alexander Blok für Sprecher, Solostimmen, Chor und Orchester (1967)
- Canticum 43 nach dem 43. Psalm für Sopran, Chor und Orchester (1968–1971)
- Vence my vijeme (Kränze flechten wir). Lieder aus der Region Trenčín für Frauenchor und Orchester (1985)
- Vier Volkslieder für Sopran, Bariton und Orchester (1986)
- Canticum Jeremiae nach Bibeltexten für Sopran, Bassbariton, Chor, Solovioline und Streichorchester (1987)
- Introitus. Sinfonie nach einem Text von Saint-John Perse für Sopran und Orchester (1989–1997)
- De profundis nach einem Text von Saint-John Perse für Sopran, Chor ad lib. und Orchester (1990)
- Spev o zemi (Gesang über die Erde) nach einem Text von Saint-John Perse für Sopran, Bassbariton, Chor und Orchester (2008)

### Orchester
- Konzertante Musik (1985)
- Diptychon (1986)
- Partita. Variationen über ein Thema von Bach (1988)

### Kammerorchester
- Baroková suita (Barocksuite) für kleines Orchester (1960)
- Tri kusy (Drei Stücke) für vierzehn Instrumente (1964)
- Hudba k poézii (Musik zur Poesie) für Kammerorchester (1966)
- Fünf kleine Elegien für Streichorchester (1975)
- Sonate für Cembalo und Streichorchester (1980)

### Soloinstrument(e) und Orchester
- Musik für Violine und Orchester (1961)
- Kleine konzertante Musik für Violine und Streichorchester (1966)
- Epoché I. für Violoncello und Orchester (1983)
- Epoché II. Konzert für Violoncello und Tonband (1984)
- Epoché III. Konzert für Violoncello, Orchester und Tonband (1984)
- Konzertballade für Viola und Orchester (1984)
- Concertino für Mozart für Violine und Orchester (2000)
- Konzert für Klavier und Orchester (2003–2006)
- Konzert für Violine und Orchester (2004)
- Konzert für Gitarre, Kontrabass, Cembalo und Streichorchester (2015)

### Kammermusik
- Sláčikové kvarteto v starom slohu (Streichquartett im alten Stil) (1965)
- Pastorale. Musik für vier Holzbläser und Cembalo (1968)
- Streichquartett (1973)
- Bläserquintett Nr. 1 (1977)
- Quartettino für Streichquartett (1978)
- Bläserquintett Nr. 2 (1978)
- Septetto resonancen on B-A-C-H + poesie J. E. Vincze (2001)
- Streichquartett (2007)

### Orgel solo
- Procantorum. Kleine Orgelpräludien für Kantoren (1995)
- Drei Fantasien (1997)

### Klavier solo
- Variationen und Fuge nach einem Thema aus einem Violinkonzert von Paganini (1950)
- Sonate h-Moll (1954)
- Sechs Variationen (1955)
- Paleta (Palette). Zyklus von fünf Miniaturen (1956)
- Moment musical (1957)
- Konzertetüde (1957)
- Hudba k Básnikovi a žene (Musik für Dichter und Frau) (1969)
- Nezábudky (Les myosotis) (Vergissmeinnicht). Klavierzyklus aus der Welt der Kinder (1979)
- Präludien (1980–1983)
- Sechs Epigramme (1986)
- Moment musical für Sebastian (2007)

### Gesang und Instrumente
- Fünf Lieder nach chinesischer Dichtung für Alt, Flöte, Violoncello und Klavier (1960)
- Baladická suita v starom slohu (Balladische Suite im alten Stil) für Sopran und Kammerensemble (2011)
- Apparition d’apres Stéphane Mallarmé (pour „Mélange“) für Sopran und Kammerensemble (1994)
- Kanonische Variationen über einen Choral für Bassbariton, Cembalo und Streichquartett (2011)

### Chor a cappella
- Tri piesne na Ľúbostné sonety Pierre de Ronsard (Drei Lieder auf Liebesonette von Pierre de Ronsard) für gemischten Chor (1995)
- Duchovné spevy (Geistliche Gesänge) Nr. 1–46 für gemischten Chor (2004–2009)

### Elektroakustische Kompositionen
- Ária (1970)
- Adieu. Metamorphosen einer Fuge J. S. Bachs (1970)
- Spektrá. Metamorphosen und Kommentare zum ersten Band von Bachs „Wohltemperiertem Klavier“ (1970–1974)
- Triptychon (1971)
- Simple Electronic Symphony (1975)
- Pastierska balada (Schäferballade) (1977)
- Búrka (Sturm). Ballett (1977)
- Ergodická kompozícia (Ergodische Komposition) (1980)
- Bačovská elégia (Hirtenelegie). Konzertkomposition nach Volksmelodien für Fujara, Fujarky, Pfeifen, Maultrommel und Zymbal (1983)
- Epoché II. Konzert für Violoncello und Tonband (1984)
- Epoché III. Konzert für Violoncello, Orchester und Tonband (1984)
- Balada o dreve (Ballade über Holz) (1987)
- Zmierenie (Versöhnung) nach der Offenbarung des Johannes (2004)
- Pytagorovský obal jednej Bachovej fúgy (Pythagoräische Umhüllung einer Bach-Fuge) (2005)
- Spektrá II. (2005)
- Faustovo vykúpenie (Fausts Erlösung) (2005)

### Filmmusik
- Dvanásť (Zwölf). Tschechoslowakischer Kurzfilm, Regie: Miroslav Horňák (1967)[5]
- Človek s fotoaparátom (Der Mann mit der Kamera). TV-Film, Regie: Ivan Húšťava (1968)

Zudem weitere Werke für den Unterricht sowie Musik zu Dokumentarfilmen u. a.

## CD-Diskographie (Auswahl)
- Canticum 43 – Magdaléna Hajóssyová (Sopran), Slovenskí madrigalisti, Sinfonieorchester des Tschechoslowakischen Rundfunks Bratislava, Dirigent: Ondrej Lenárd – auf: De profundis II (Slowakischer Musikfonds, 1993)
- Streichquartett – Košické kvarteto – auf: Chamber Music 1 (Slowakischer Musikfonds, 1993)
- Spektrá, Pastierska balada, Bačovská elégia, Balada o dreve – auf: Bázlik Miro. Spectra (Slovart Records, 1999)
- Präludien für Klavier, Nezábudky, Paleta – Daniel Buranovský (Klavier) – auf: Miro Bázlik. Preludes (Slowakischer Musikfonds, 2003)
- Drei Fantasien – Ján Vladimír Michalko (Orgel) – auf: Slowakische Orgelmusik – Ján Vladimír Michalko (Slowakischer Musikfonds, 2010)
- Simple Electronic Symphony, Epoché II., Zmierenie u. a. elektroakustische Kompositionen – auf: Miro Bázlik. Piedestál (Radio Bratislava, 2010)
- Klavierkonzert, Oratorium  Dvanásť – Daniel Buranovský (Klavier), Sinfonieorchester des Slowakischen Rundfunks, Dirigent: Mario Košik; František Husák (Sprecher), Sergej Kopčák (Bass), Katarína Blahušiaková (Sopran), Dagmar Pecková (Alt), Ľudovít Buchta (Tenor), Marián Bulla (Bass), Slowakischer Philharmonischer Chor, Slowakische Philharmonie, Dirigent: Gabriel Patócs – auf: Miro Bázlik. Klavierkonzert,  Dvanásť (Slowakischer Musikfonds, 2011)[7]
- Moment musical für Sebastian – Miki Skuta (Klavier) – auf: Slovak Composers‘ Fifth Variations (Slovak Music Bridge, 2011)
- Procantorum – Ján Vladimír Michalko (Orgel) – auf: Slowakische historische Orgeln 9 (Diskant, 2012)
- Kanonische Variationen über einen Choral – Sergej Kopčák (Bass), Quasars Ensemble, Dirigent: Ivan Buffa – auf: Sergej Kopčák – Posledné slová (Slowakisches Musikzentrum, 2012)
- Sechs Epigramme – Elena Letňanová (Klavier) – auf: Elena Letňanová plays works by Slovak composers (Slowakischer Musikfonds, 2014)
- Spektrá II., Pohyb života, Motus vivendi – Experimentálne štúdio Bratislava, Richard Sabo – auf: Experimental Studio Bratislava Series 1 (VŠMU, 2015)